# Rejon izmailski (do 2020)
Rejon izmailski – była jednostka administracyjna wchodząca w skład obwodu odeskiego Ukrainy.
Rejon utworzony w 1856, ma powierzchnię 1194 km² i liczy około 51 tysięcy mieszkańców. Siedzibą władz rejonu jest Izmaił.
Na terenie rejonu znajdują się 1 miejska rada i 18 rad wiejskich, obejmujących w sumie 22 miejscowości. Rejon został zlikwidowany 17 lipca 2020 w związku z reformą podziału administracyjnego Ukrainy na rejony. 

## Miejscowości rejonu
- (Багате)
- (Броска)
- (Дунайське)
- Izmaił (Ізмаїл)
- (Каланчак)
- (Кам'янка)
- (Кирнички)
- (Кислиця)
- (Комишівка)
- (Ларжанка)
- Łoszczyniwka (Лощинівка)
- (Матроська)
- (Муравлівка)
- Nowa Nekrasiwka (Нова Некрасівка)
- (Нова Покровка)
- (Новокаланчак)
- (Новокам'янка)
- (Новоозерне)
- (Озерне)
- Perszotrawnewe (Першотравневе)
- (Саф'яни)
- (Стара Некрасівка)
- Suworowe (Суворове)
- (Утконосівка)